# Essouk
Essouk és una comuna i petit poble de la regió de Kidal de Mali. El poble és a 45 km al nord-oest de Kidal al massís d'Adrar des Ifoghas. Les ruïnes de la ciutat medieval de Tadmekka o Tadmakka són a dos mil metres al nord-est de la població actual. Entre els segles IX i XV Tadmekka va servir com una factoria important per al comerç transsaharià. La comuna té una superfície molt gran, però escassament poblat. El cens de 2009 va registrar només 2.383 persones en una àrea d'uns 25.000 km². El poble d'Essouk només té una petita població permanent. La pluja és molt baixa per a l'agricultura de secà i gairebé tota la població de la zona són pastors nòmades.

## Història

Rutes comercials transsaharianes (s. X - XV)

Tadmakkat, Tadmakka, Tadimakka o Tadmak en transcripció àrab; Tadmăkkăt en tamazight modern) fou un encreuament de la ruta principal de comerç entre l'Àfrica del Nord i l'Àfrica negra. Fou governada pels amazics tanmak que formaven un estat anomenat segons Yaqut al-Hamawi «regne de Tadmak» amb capital a Zakram (potser Akram); Tadmakkat es tradueix per "Aquí la Meca". Les ruïnes de la necròpolis principal són a Adagh-Ifoghas a Mali, i inclouen nombroses inscripcions en tifinagh amb algunes inscripcions àrabs només a partir del 1013/1014. Entre el segle viii i l'xi hi van anar sovint els mercaders magrebins ibadites de Tahart, Jabal Nafusa, Sadrata i Warglan als que abastia d'esclaus i marfil. La intervenció del regne de Ghana (1083/1084) i dels almoràvits (1109/1110). Després d'una interrupció temporal al segle xiv, va restar com a centre de la ruta fins a la meitat del segle xvii. Fou abandonada arran de la conquesta marroquina de Songhai que facilitava la ruta de Gao, i a causa de sequeres i conflictes entre tribus.